# アントン・ラマザレス
アントン・ラマザレス（Antón Lamazares、1954年 - ）は、スペイン・ポンテベドラ県ラリン出身の画家。ラマザレスは英語風の発音であり、ガリシア語・スペイン語ではラマサーレス。
ホセ・マリア・シシリア、ミケル・バルセロー、ビクトル・ミラとともに「80年代世代」の一員として知られている。ラマザレスは、木やボール紙の表面をニスなどの材料で彫琢するという独自の媒体と芸術表現を開発した。ラマザレスのスタイルは、遊び心のある表現主義から出発し、次第に抽象表現主義や抽象芸術そのものへと移り変わり、最近では、魂と記憶、精神と感覚、詩と夢の世界の間の親密な対話が起こる、一種のミニマリズムへと変遷している。ラマザレスの作品は、世界各地で展示され、ソフィア王妃芸術センター、ガリシア現代美術センター、マドリッド現代美術館など数々の重要な美術館に収蔵されるとともに、多くのコレクターや財団によって収集されている。

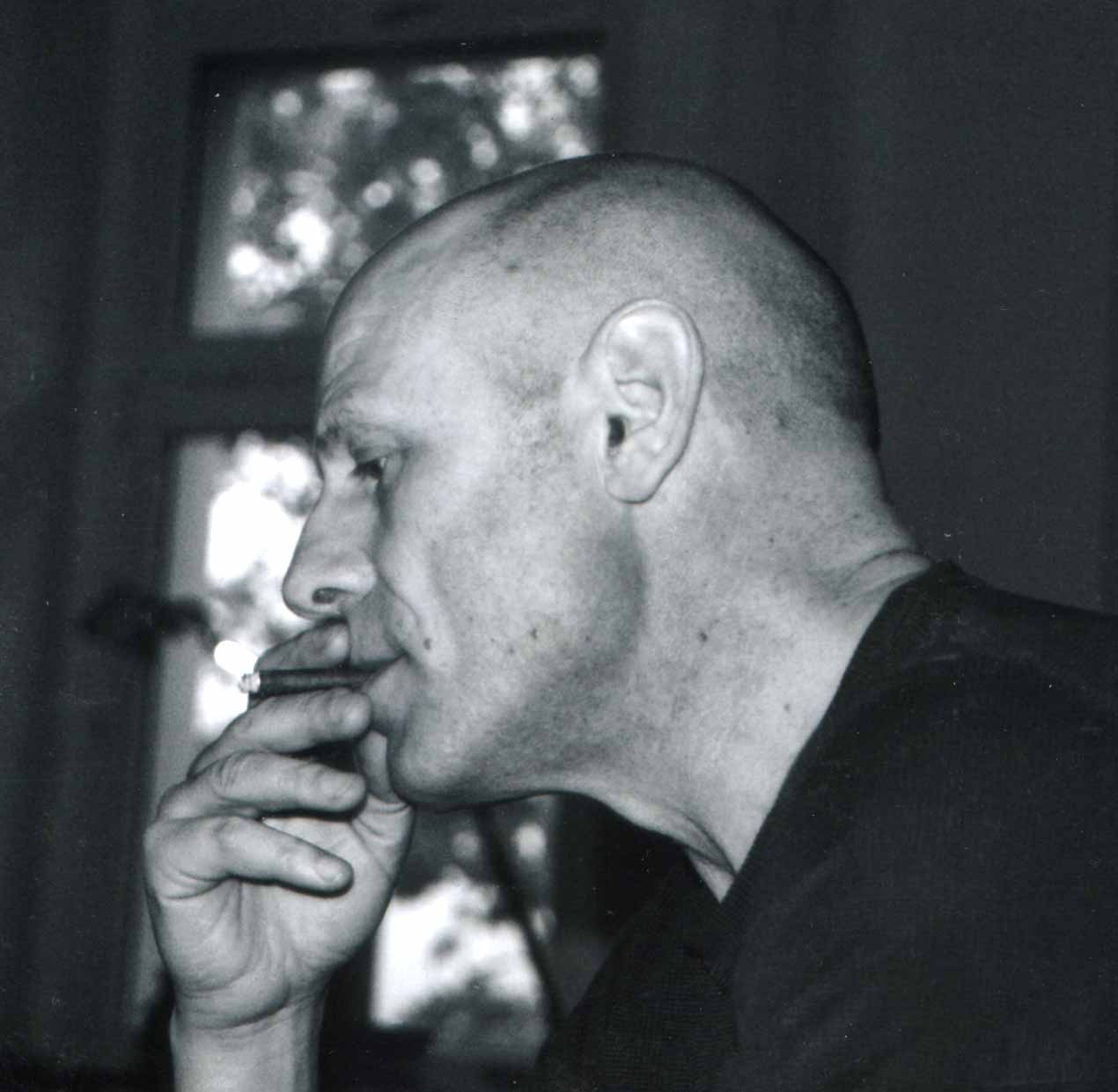
ラマザレス（ベルリン、2005年）

## 生涯

### 生い立ちと青年期：絵画と詩
（ガリシア、 1954-1977）

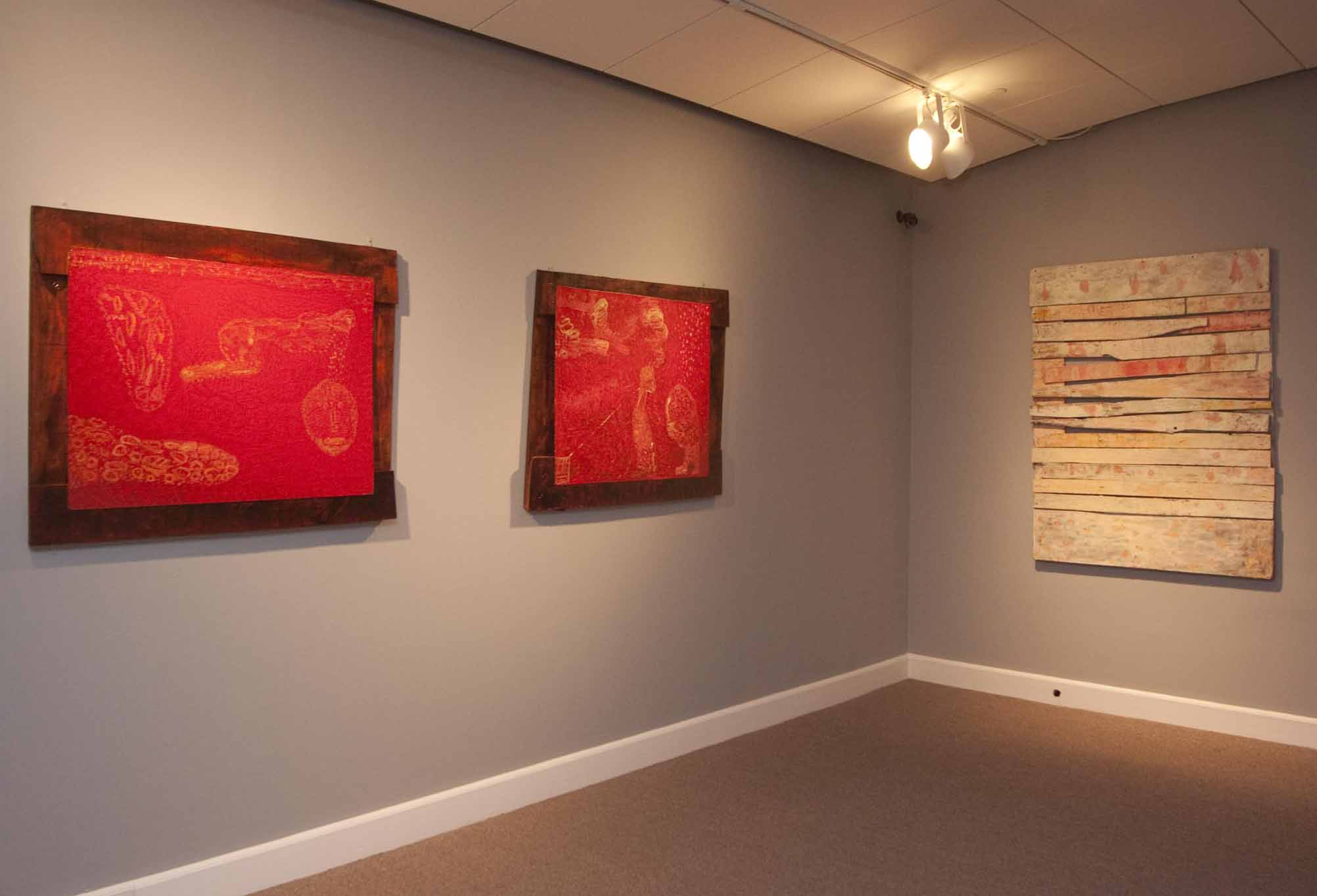
Sueño e colorao シリーズ 、Titania e Braoシリーズより

ラマザレスは1954年1月2日、スペインガリシア地方ポンテベドラ県の自治体ラリンにある集落のひとつマセイラで生まれた。マセイラの田舎の風景はラマザレスの心象、そして創造のプロセスに大きな影響を与えた。9歳から13歳まで（1963-1969）ラマザレスは、ヘルボンにあるフランシスコ会の神学校に通い、文学、とくにラテン・ギリシャの古典に没頭した。60年代後半から、詩を書き始め、作家のアロバロ・コンキエロ、画家のラクセイロ、マヌエル・ペスケーラと親交を深め、多大な影響を受けた。創造の方法が詩から絵画に変遷するにつれ、ラマザレスは、ゴッホ、パウル・クレー、レンブラント、ジョアン・ミロ、アントニ・タピエス、マヌエル・ミラレス、アルベルト・ジャコメッティ、フランシス・ベーコンといった畏敬する巨匠の作品、そして中世美術、オセアニア美術を自分の目で見るために、ヨーロッパの隅々まで幾度か長期の旅行（1972）をした。
旅の終わりにラマザレスはバルセロナに短期間滞在し、工事現場で働きながら、暇をみつけてはマレス美術館、カタルーニャ美術館のロマネスク美術作品を鑑賞した。次に降り立ったマドリッドでは、師であるラクセイロと再び親交を温め、詩人のカルロス・オロサと知り合い、これ以降、オロサとの交友は非常に重要なものとなった。ラマザレスの作品において、常に絵画と詩の対話が行われているからである。
1973年、わずか19歳でラマザレスはグループ展や個展に絵を出展し始めた。1975年、徴兵制度により、フェロルで海軍に入隊した。9月27日、ラマザレスは、フランコ独裁時代の最後の処刑が執行されたことを知って、ショックを受けた。ブルゴス裁判の結果、処刑されたポンテベドラ県出身の24歳、ウンベルト・バエナは、彼の友人だったからだ。処刑の知らせを聞いたラマザレスは深く落ち込み、一時は精神病院に入院した。この間に、『Adibal』という詩集を書きあげた。

### 表現主義、アルテポベラからバイフロンテスまで
（マドリッド ‐ニューヨーク、 1978-1989）

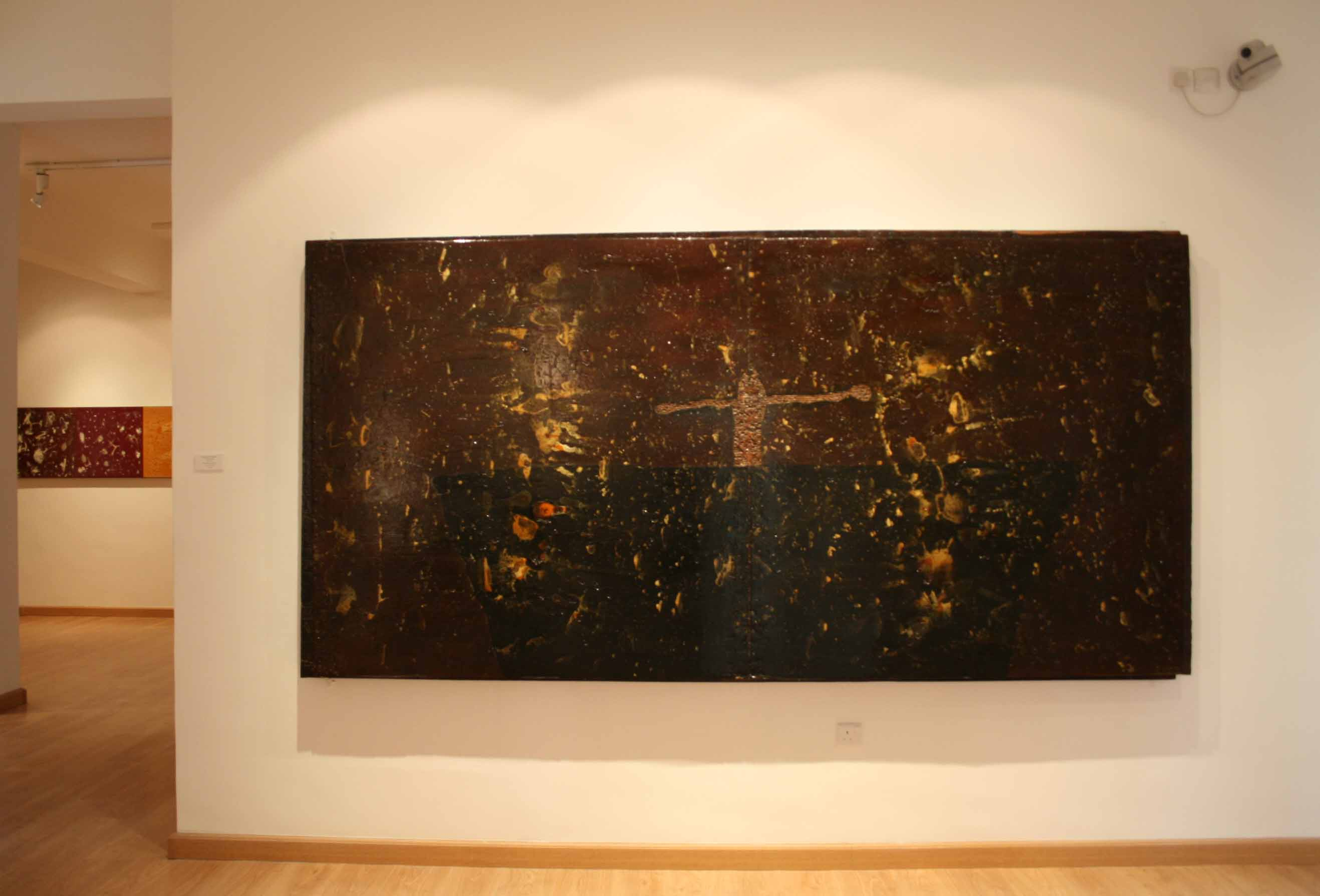
Mauro、Gracias vagabundas シリーズより（ヨルダン・ナショナルギャラリー

1978年、ラマザレスはマドリッドに移り、画家のアルフォンソ・フライレ、画商のフアナ・モルド、美術批評家兼詩人であるサンチアゴ・アモンと親交を深めた。また、作家、映画監督、音楽家、画家などから成るアーティストのグループとのつなぎ役となる、神経科医アルベルト・ポルテーラと親交を深めた。アーティスト達は週末ごとに彼のマタボリコスの別荘に集まった。ポルテーラの別荘で、1979年、ラマザレスは屋外展示会を開くことになった。同年、ジョアン・ミロに会い、プロバンスを旅し、ゴッホ、ピカソ、セザンヌ、マチスの描いた風景に身を浸した。
80年代は、激しい創作活動の時代で、創作の幅も広がった。30歳にして、ラマザレスは、スペイン美術界とともに、国際的な美術界の中に自分の空間を刻みこむに至っていた。当時の彼の作品は、表現主義的な形式を用い、楽しげな、夢のような人物を、色彩豊かに、独特のタッチで描いている。ラマザレスはマドリッドにあるフアナ・モルドのギャラリー、ベルギーのエリザベス・フランクのギャラリー、バルセロナのサラガスパールで展示を行った。 その後すぐ、フルブライト奨学金を受けたラマザレスはニューヨークに拠点を移し、2年間滞在した。ニューヨークでは、ブルーノ・ファチェッティ・ギャラリーで展示を行い、作品はより純粋でより物質的な方向へ向かった。一時期、ニューヨークとサラマンカを行き来していた。1988年、ラマザレスはヘルダーリンの『ヒュペーリオン』へのオマージュとして、ディディマの神殿を訪問するためにアナトリアを訪れた。イスタンブールでは、ビザンチン時代の教会に深く感銘を受けた。このときの彼の感銘は、木を組んだ絵によって如実に表現されており、それらの作品はガレリア・ミゲル・マルコスで見ることができる。 1990年、ラマザレスは両側から鑑賞できるようにデザインされた作品シリーズを準備し始め、それらを「バイフロンテス（正面が二つある）」と名付けた。

### 彫刻的絵画と大型画
（パリ-マドリッド、 1990-2003）

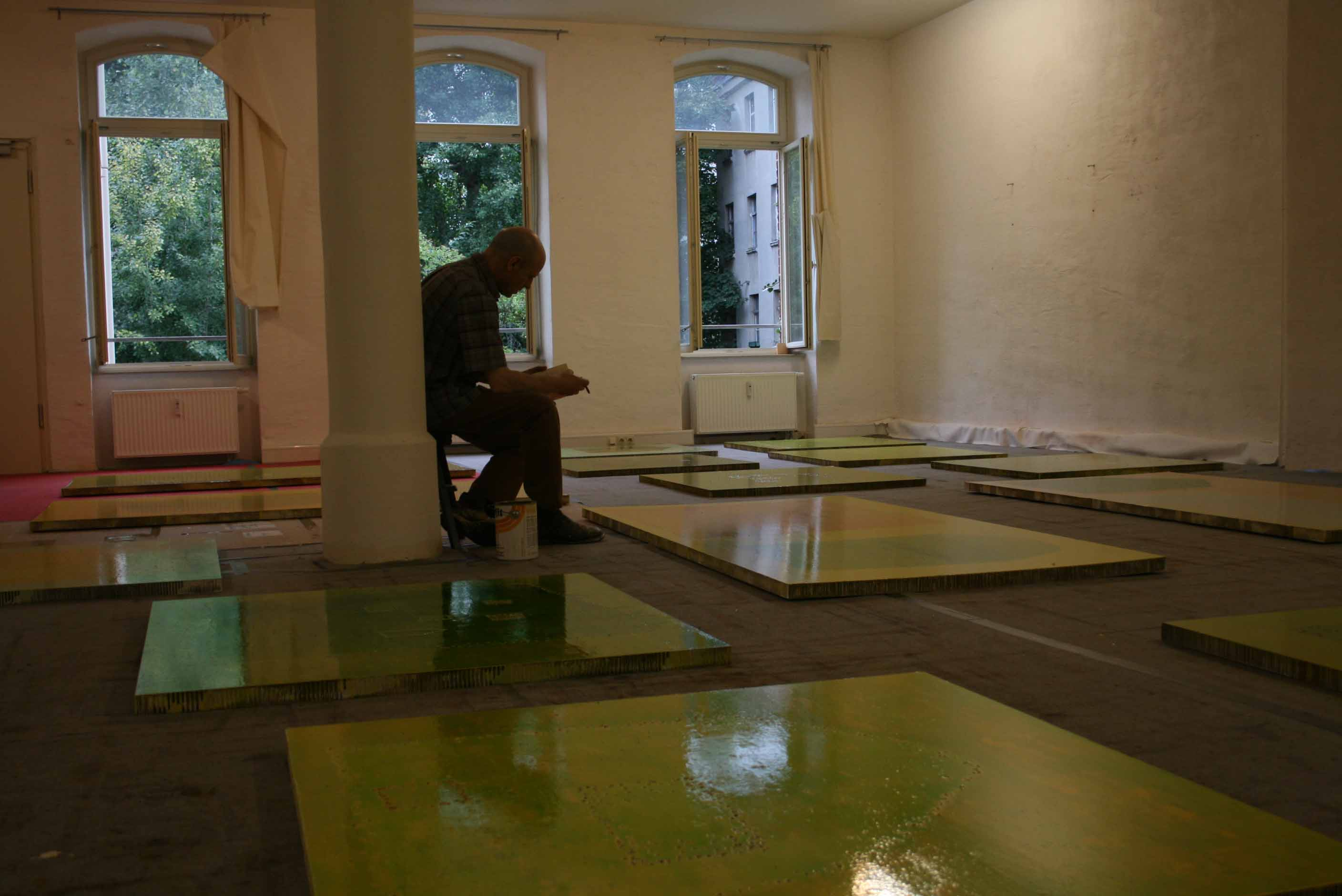
アントン・ラマザレスと彼のアトリエ

1990-91年、ラマザレスはシテ・デ・ザールから奨学金を受け、パリを拠点にした。1991年に、マドリッドに大きなアトリエを設け、『Gracias vagabundas（放浪の善意）』『Desazón de vagabundos（放浪者の不安）』というシリーズに取り組み始めた。1993年、タピエスと会ったラマザレスはヴェネツィア・ビエンナーレで金獅子賞を受賞直後のタピエスにロングインタヴューを行い、出版した。現代美術ガリシアセンターの招きで1996年の5月から11月までガリシアで過ごし、『Gracias do lugar: Eidos de Rosalía, Eidos de Bama （彼の地の魅力：ロサリアの野原、バマの野原）』  を制作した。1997年の6月から11月まで、サンタバイアデマタロボにて『Bés de Santa Baia』の屋外作業を行う。同年、彫刻家のホルヘ・オテイサと知り合い、彼との長い対話はチュス・グティエレスによって、撮影された。1998年、マドリッドにて、カスティリャ地方の夏を讃えた、『Titania e Brao』シリーズ、『Pol en Adelán』 シリーズを創作した。
この時期、『El Canto de la Cabeza』（Galería Sen、マドリッド）のグスターボ・マルティン・ガルソによる5つのテキストに合わせた一連のエッチング、エヘリアによる『Itinerarium』（Raiña Lupa、 パリ）――『ル・モンド・ディプロマティーク』紙において、ブック・オブ・ザ・イヤーに選ばれた――の挿絵となるリトグラフを含め、数々のグラフィック作品を創作した。2001年には、ア・コルーニャの港で『Un saco de pan duro （硬いパンの袋）』というタイトルの大規模な展示を行った。
ラマザレスの作品はスペイン外務省によるスペイン美術海外振興プログラムにおいて、アントニオ・サウラ、マルティン・チリノ、ホアン・フェルナンデス・ピフアン、ミラレス、パブロ・セラーノ、オテイザ、タピエスなどの他のスペインのアーティストとともに対象に選ばれた。この時期、ラマザレスはルネッサンス美術を鑑賞し、聖フランシスコの世界を知るためにフィレンツェ、アッシジを旅行した。彼の次のシリーズ『Follente Bemil』 は聖フランシスコに捧げられた。

### 抽象から詩的ミニマリズムへ
（ベルリン、 2004年）

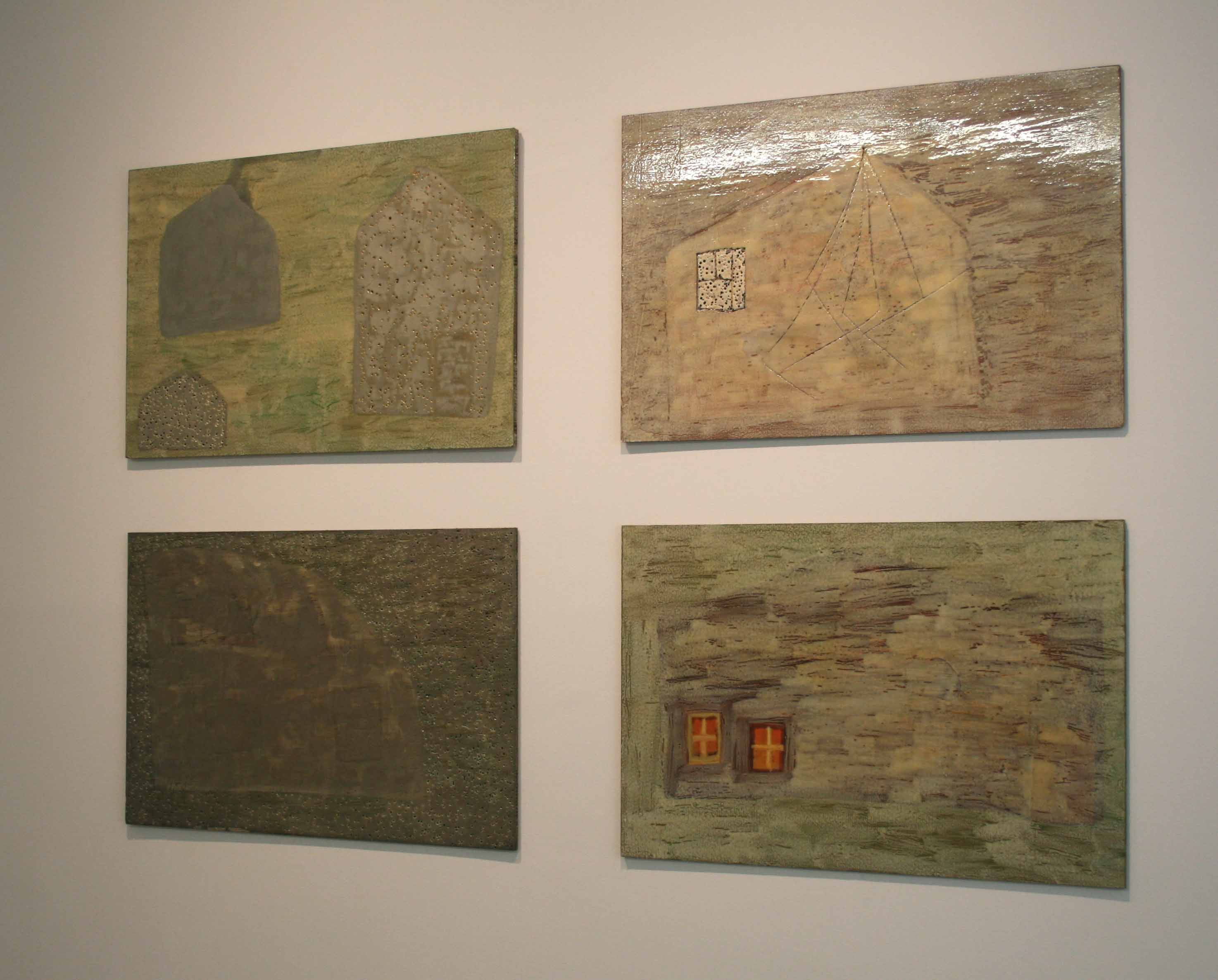
Domus Omnia の展示（サンティアゴ・デ・コンポステーラ）

2004年以来、ラマザレスはベルリンを拠点にしている。父親の死後、『E fai frío no lume （火の中の寒さ）』シリーズの制作に着手し始めた。スロベニア、ハンガリーのブダペストのキシュツェッリ美術館でラマザレスをテーマとした、大規模な展示が行われた。

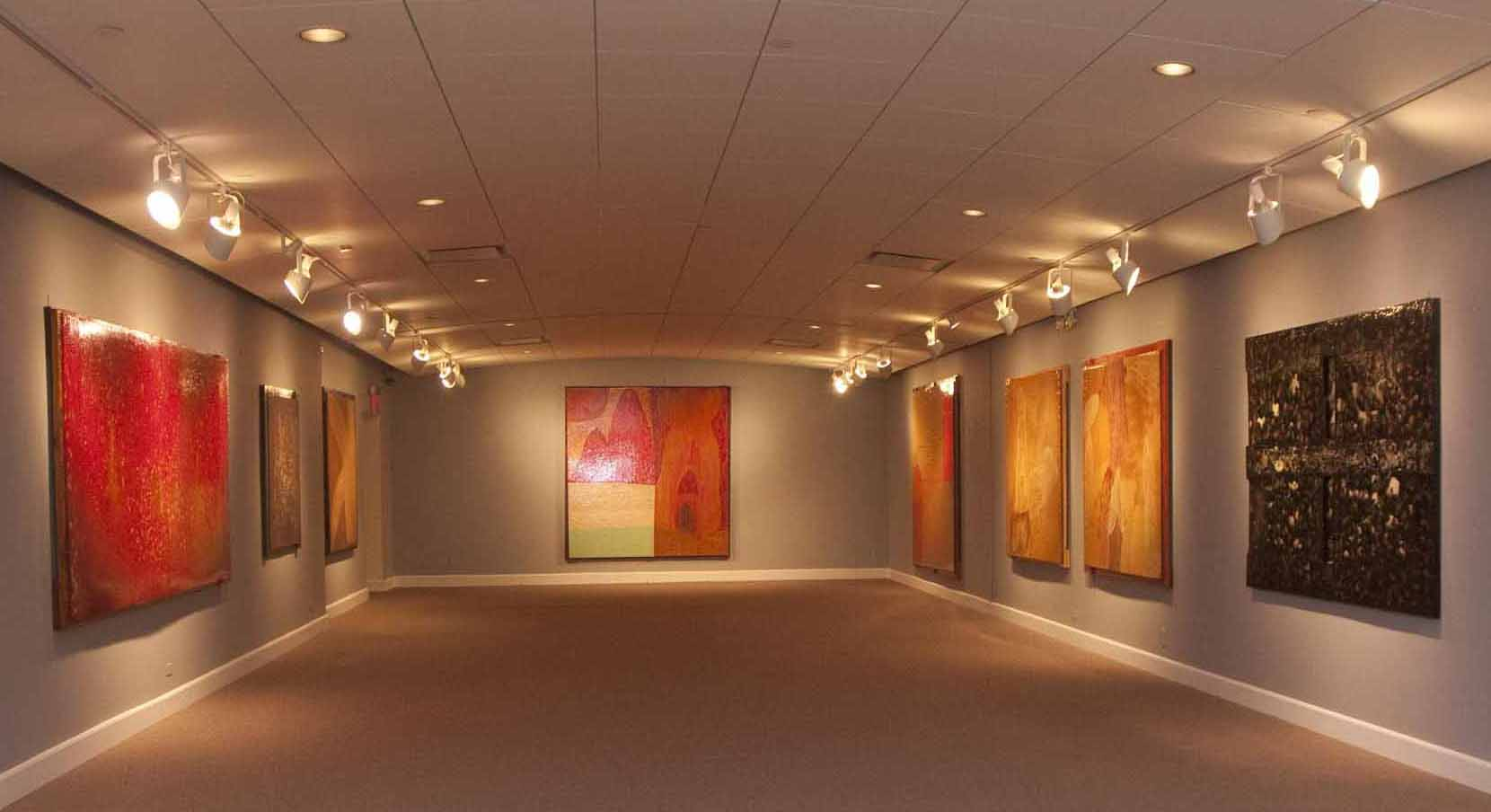
ニューヨークのラマザレス展（2009）

その後、ラマザレスは『Domus Omnia』シリーズ[11]に集中し、オロザの著作2冊に参加した――セリグラフを提供した『Deseo sin trámite』（Aguatinta、 ビーゴ）と5枚のリトグラフを提供した『Un sentimiento ingrávido recorre el ambiente』（Raiña Lupa、 パリ）である。
2008年ラマザレスは、ヨルダン・ナショナルギャラリー（アンマン）で『Horizonte sin dueño （未知なる地平線）』を発表し、ダマスカス（シリア）のセルバンテス文化センターにて、グラフィック作品の名作集を展示し、タヘール・リアドから彼の詩を捧げられた。2009年、ニューヨークのソフィア王妃スペインインスティテゥート、オウレンセ（スペイン）の地域文化センターにて展示を行った。 詩人ビセンテ・アレイクサンドレに捧げられた移動展示に参加し、作品とその国際的知名度が評価され、ラクセイロ賞を受賞した。2010年、サンティアゴ・デ・コンポステーラ大学の教会で展示が行われた。そしてトゥイでは作品の展示とともに、ドキュメンタリー映画『Horizonte sin dueño』
が国際映画祭プレイドクにて上映された。監督はナイラ、ハビエル・サンツ姉弟（リノセロンテ・フィルムス）でアントン・ラマザレスの視点による絵画、詩、自然の旅を 撮影したものである。